# Trinil
Trinil est un site paléontologique des rives du fleuve Solo, dans le kabupaten de Ngawi, dans l'île de Java en Indonésie. Il est connu pour avoir livré des restes fossiles d'hominidés, désignés maintenant sous le nom d'Homme de Java, découverts à partir de 1891 par l'anatomiste néerlandais Eugène Dubois. Ces fossiles attribués par ce dernier à une nouvelle espèce, Pithecanthropus erectus (Pithécanthrope), ont été réanalysés comme appartenant au genre Homo. L'un des restes (Trinil 2), une calotte crânienne, est le spécimen-type d'Homo erectus,,.
En 2014, une analyse de gravures à la surface de coquillages découverts sur le site de Trinil révèle que ces motifs constitués de lignes en zigzag dataient de 430 000 à 500 000 ans. L'origine de ces gravures est vraisemblablement le fait d'Homo erectus, la seule espèce d'homininé alors présente sur l'île de Java à cette époque. Cette étude repousse l'âge des premières gravures similaires, attribuées à Homo sapiens, découvertes dans la grotte de Blombos en Afrique du Sud et datées environ 75 000 ans. Cette découverte révèle qu'Homo erectus aurait pu avoir des capacités cognitives plus évoluées que celles qu'on lui attribuait,.